# Nelle pieghe della carne
Nelle pieghe della carne è un film thriller del 1970 diretto da Sergio Bergonzelli. Interpretato, tra gli altri, da Fernando Sancho e Anna Maria Pierangeli è anche l’ultimo film della popolare attrice Eleonora Rossi Drago.

## Trama
La governante Lucille abita un vecchio castello insieme al nipote Colin e alla figlia del padrone di casa, Falaise. Tutti gli ospiti della villa vengono sistematicamente uccisi da loro tre, dopodiché vengono saponificati nelle segrete del castello. Falaise è convinta di aver ucciso il padre Andrè Gardère, scomparso diversi anni prima. L'arrivo al castello di un uomo che si spaccia per Andrè che ha fatto una plastica facciale (ma in realtà è un ispettore di polizia) risolverà l'arcano: Falaise, in realtà, altri non è che la figlia di Lucille, Ester. Lucille, con la complicità dei due ragazzi, uccideva tutti coloro che si avvicinavano alla dimora allo scopo di coprire una serie di eventi accaduti tredici anni prima. Una gang di malviventi aveva tentato di uccidere il signor Gardère, che però era riuscito a fuggire. Lucille ne aveva finto la morte in mare, rimanendo unica proprietaria del castello. In quella notte terribile l'assassino aveva violentato Falaise che, credendolo il padre, lo aveva ucciso. Ma in realtà le cose erano andate diversamente. Ester e Falaise erano rimaste sotto shock: la prima, convincendosi di essere l'amica, aveva iniziato ad uccidere tutti gli uomini che le ricordano il padre, mentre la seconda era stata internata in una clinica. Colin, anche lui affetto da gravi turbe mentali, era stato facilmente raggirato dalla zia Lucille, che in realtà era la vera mandante dell'omicidio del signor Gardère, nonché amante del killer. Era stata lei ad ucciderlo, sbarazzandosi in un sol colpo dei due uomini e della memoria dei tre ragazzi. Alla fine Falaise riprenderà possesso del suo castello. Ester e Colin verranno arrestati. Lucille, ormai scoperta, si suiciderà inalando fumi di cianuro disciolto nell'acqua tiepida.

## Produzione
La pellicola è stata girata in Abruzzo, nel comune di Pineto, prevalentemente alla Torre di Cerrano, all'epoca residenza della famiglia Marucci.

## Distribuzione
Il film ha avuto un'edizione inglese (titolo In the folds of the flesh) ed è stato distribuito anche in Spagna e Francia.